# زغبة منظارية
زغبة منظارية (الاسم العلمي: Graphiurus ocularis) (بالإنجليزية: Spectacled African Dormouse)‏ هو نوع من الثدييات يتبع جنس الزغبة الأفريقية من فصيلة الزغبات.